# Seconda guerra Zhili-Fengtian
La seconda guerra Zhili–Fengtian (第二次直奉戰爭T, zh第二次直奉战争S, Dì'èrcì Zhífèng ZhànzhēngP del 1924 fu un conflitto tra la cricca del Fengtian sostenuta dai giapponesi, in Manciuria, e la più liberale cricca di Zhili che controllava Pechino ed era sostenuta da interessi imprenditoriali anglo-americani. La guerra è considerata la più significativa nell'era dei signori della guerra cinesi, assieme al colpo di Pechino, attuato dal signore della guerra cristiano Feng Yuxiang, che portò alla sconfitta totale della cricca di Zhili. Durante la guerra le due cricche combatterono una grande battaglia nei pressi di Tianjin nell'ottobre del 1924, oltre a una serie di schermaglie minori e assedi. In seguito, sia Feng che Zhang Zuolin, quest'ultimo sovrano della cricca Fengtian, nominarono Duan Qirui come primo ministro prestanome. Nella Cina meridionale e centrale, i cinesi più liberali furono costernati dall'avanzata del Fengtian e dal conseguente vuoto di potere. Seguì un'ondata di proteste. La guerra fece tralasciare, ai signori della guerra del nord, il controllo attento sui nazionalisti, sostenuti dai sovietici, con sede nella provincia meridionale di Guangdong, consentendo loro una preparazione senza ostacoli per la Spedizione del Nord, che unificò la Cina sotto la guida di Chiang Kai-shek.

## Causa
Nell'estate del 1924 la cricca di Zhili, guidata dal presidente Cao Kun e sostenuta dall'esercito di Wu Peifu, controllava gran parte della Cina propriamente detta e il suo governo Beiyang era riconosciuto a livello internazionale. La cricca non aveva rivali nazionali, con il sostegno di Londra e Washington.
La causa iniziale del conflitto fu il controllo di Shanghai, la più grande città e porto della Cina, che era legalmente parte della provincia di Jiangsu sotto il controllo del generale Zhili Qi Xieyuan. Tuttavia, la città era amministrata da Lu Yongxiang come parte dello Zhejiang, l'ultima provincia sotto il controllo della cricca di Anhui in forte declino (tecnicamente territori detenuti dall'Anhui), compresa Shandong, alla quale fu consentito esistere fino a quando rimasero neutrali). A settembre scoppiarono i combattimenti quando le autorità dello Zhejiang si rifiutarono di cedere l'amministrazione della città a Qi Xieyuan. Zhang Zuolin e Sun Yat-sen si impegnarono a difendere il neutrale Zhejiang, espandendo il conflitto fino all'estremo nord e all'estremo sud. In effetti, la cricca del Fengtian era ansiosa di vendicare la sua sconfitta per mano della cricca di Zhili nell'ultima guerra e si era preparata con grande determinazione.
La cricca di Zhili, d'altra parte, aveva sopravvalutato le proprie forze e si trovò mal preparata per affrontare la Seconda guerra Zhili-Fengtian.

## Preaparazione dei Fengtian alla guerra
Avendo ancora vivo il ricordo della precedente umiliante sconfitta per mano della cricca di Zhili, la cricca del Fengtian si era concentrata principalmente sulla riforma militare e sull'aggiornamento della logistica. Zhang Zuolin lanciò simultaneamente due sforzi volti a migliorare i suoi militari dopo il ritiro nella Cina di nord-est.
Il capo di stato maggiore, Yang Yuting, fu nominato ispettore generale dell'armamento dei Fengtian, mentre Wang Yintai (王 荫 泰) divenne direttore del dipartimento dei materiali. L'armeria fu ampliata, con una produzione annua di circa 150 pezzi di artiglieria (esclusi i mortai). La produzione di mitragliatrici raggiunse il livello di più di 1000 pezzi all'anno, e il totale combinato di fucili riparati/rinnovati e nuovi era in media superiore a 60 000 l'anno. La produzione di proiettili di artiglieria (inclusi quelli pesanti per i mortai) ammontava a oltre 100 000 pezzi, mentre la produzione annua di munizioni per fucile era in media di 600 000 Inoltre, vennero prodotti anche un gran numero di mortai per essere messi a frutto nel corso della guerra imminente.
Furono rafforzate anche l'aviazione e la marina. Il figlio di Zhang, Zhang Xueliang, venne nominato direttore dell'ufficio aviazione, coadiuvato da Zhou Peibing (周培炳) e Yao Xijiu (姚 锡 九). Vennero aggiunti aeromobili provenienti dalla Germania e dall'Italia, portando la forza aerea a quasi 300 velivoli suddivisi in quattro gruppi. Vennero costruite basi aeree aggiuntive in posizioni strategiche. Ad Harbin venne realizzato il quartier generale della marina e una scuola di addestramento. Il quartier generale della sicurezza dei Fengtian, creò una direzione di polizia di navigazione, affidata a Shen Honglie (沈 鸿烈). Ciò riformò la flottiglia di difesa del fiume della Cina nord-orientale.
Per migliorare le comunicazioni, vennero costruite ulteriori stazioni di rifornimento di acqua e carbone, a Suizhong, Xingcheng e Dayaogou (大 窑 沟), per il rapido dispiegamento di truppe via ferrovia. Altre ferrovie vennero costruite per scopi di evacuazione in caso di guerra. Furono costruite strade per un trasporto migliore in aree senza ferrovia, e ogni esercito aveva le sue comunicazioni via filo (telefono e telegrafo) collegate al quartier generale nelle retrovie. Vennero poi aggiunte ulteriori unità di comunicazione radio. Per migliorare ulteriormente le comunicazioni, vennero costruite stazioni radio a Shenyang, Harbin e Linghai.
Insieme al miglioramento della logistica, la cricca dei Fengtian attuò riforme militari. Subito dopo la prima guerra Zhili-Fengtian, il comandante della brigata Bao Deshan (鲍德 山) e il comandante del reggimento Xu Changyou (许昌 有) furono accusati della sconfitta, processati dalla corte marziale e giustiziati nella primavera del 1923. Vennero nominati consiglieri in affari militari e civili, con Liang Hongzhi come segretario, e altri tra cui Wang Jitang (王 揖 唐), Zeng Yuxi (曾 毓 隽), Li Sihao (李思浩). L'ufficio dell'ispettore della Cina del nord-est (东三省 巡阅使 署) e l'ufficio del viceré del Fengtian (奉天 督军 署), lasciati dalla dinastia Qing, vennero riuniti per formare il quartier generale della sicurezza della Cina nord-orientale (东三省 保安 司令部). Fu anche costituita una direzione per la riorganizzazione dell'esercito della Cina nord-orientale (东三省 陆军 整理 处) per amministrare specificamente i bisogni di riforma delle forze Fengtian, e il viceré dello Jilin, Sun Liechen (孙烈臣), fu nominato ispettore generale, mentre Jiang Dengxuan (姜 登 选), Han Chuntian (韩 田春) e Li Jinglin vice ispettori generali. Nell'estate del 1923 il comando dell'armata Xingcheng-Suizhong venne trasferito nella Contea di Suizhong, al comando di Jiang Dengxuan, in modo tale che, una volta scoppiata la guerra, potesse essere rapidamente convertito in un quartier generale di prima linea.
L'esercito Fengtian si espanse a 27 brigate, dalle 25 originarie, organizzato in tre armate di tre divisioni ciascuna. Ogni divisione aveva tre brigate. La cavalleria venne portata da tre a quattro divisioni, con tre brigate per ogni divisione e il resto in appoggio alle divisioni di fanteria come compagnie di cavalleria. Assieme all'aumento della produzione di armi, i reggimenti di artiglieria (equipaggiati con pezzi più grandi) furono ampliati da quattro a dieci. Ogni divisione consisteva di tre brigate con una brigata di fanteria o una brigata combinata, e ogni divisione aveva un battaglione del genio e un battaglione di trasporto. Le brigate combinate furono rinforzate con una divisione del genio e una compagnia di trasporti, sebbene nessuna di queste formazioni ausiliarie fosse assegnata alle brigate di fanteria. Dopo una profonda riforma, la forza dell'esercito Fengtian ammontava a più di 250 000 uomini e le sue prestazioni erano significativamente migliorate. Le migliori truppe furono trovate nella II brigata, comandata da Zhang Xueliang, e nella VI, comandata da Guo Songling, che vennero ritenute le unità modello dell'esercito Fengtian.

## Preludio
Il preludio della seconda guerra Zhili-Fengtiana fu la Prima guerra Jiangsu-Zhejiang, che si interruppe il 3 settembre 1924 e fornì una scusa diretta, alla cricca del Fengtian, per iniziare la guerra. Il giorno seguente, Zhang Zuolin tenne una riunione nella sua residenza. Erano presenti tutti i comandanti di brigata e i più alti ufficiali dell'esercito Fengtian. Qui, Zhang decise di dichiarare formalmente guerra alla cricca di Zhili, e il 13 settembre tutti i treni che circolavano sulla ferrovia Beijing-Fengtian vennero fermati.

## Strategie militari
Diversamente dalla cricca di Zhili, che non era stata in grado di prepararsi adeguatamente, quella del Fengtian aveva elaborato una strategia dettagliata dalla primavera del 1923. Questa era stata preparata dagli ufficiali dello stato maggiore dei comandanti Fu Xingpei (傅兴沛) e Yu Guohan (于 国 翰). Essi predissero che, sebbene la cricca di Zhili godesse della superiorità numerica complessiva, le sue forze erano disperse e non potevano raggiungere il campo di battaglia nel caso che fosse ottenuta rapidamente una vittoria da parte del Fengtian, concentrando una forza di 250 000 contro le sacche di resistenza. I Fengtian avevano quattro obiettivi principali.
In primo luogo, annientare le forze nemiche e prendere Pechino e Tianjin. Per ottenere ciò, doveva essere preso il distretto di Shanhaiguan, quindi una forza d'attacco doveva raggiungere la regione di Xujialing (徐家岭), sulla riva occidentale di Shi He (石河), oltre che nelle regioni adiacenti a nord e a sud di Xujialing. Una volta assicurate queste posizioni, le forze del Fengtian avrebbero dovuto radunarsi vicino a Shanhaiguan e lanciare un assalto per la sua conquista. Questa task force sarebbe stata composta dalla I e dalla II armata, designata come Corpo combinato. Dopo aver preso Shanhaiguan, avrebbe dovuto continuare la sua spinta verso Pechino e Tianjin.
Se non si fosse potuta prendere Shanhaiguan, sarebbero state necessarie almeno due brigate nella regione di Qiansuo (前所), una stazione ferroviaria a 20 km a est di Shanhaiguan. Dopo che la regione fosse stata assicurata, la forza principale si sarebbe dovuta dispiegata intorno alla Contea di Suizhong per un altro tentativo di prendere Shanhaiguan.
Successivamente, la II Armata avrebbe marciato sulla provincia di Rehe, sulla contea di Yi, e su Dayaogou, circa 8 km a nord della contea di Jin. Questa task force Fengtian avrebbe dovuto prendere Chaoyang, Jianping e Chengde, raggiungendo, a ovest di Lingyuan, il suo obiettivo principale. La maggior parte di questa responsabilità fu assegnata alla III Brigata combinata al comando di Zhang Zongchang, ad eccezione di quelli che avevano preso Chaoyang, assegnato alla I Divisione di Li Jinglin. Quest'ultimo avrebbe lanciato la sua offensiva dalla contea di Yi. Dopo aver raggiunto i suoi obiettivi, la II task force avrebbe aiutato il Corpo combinato nel prendere il distretto di Shanhaiguan, dopo di che sarebbe entrata nel Passo di Lengkou (冷 口 关) per attaccare Luanzhou via Qian'an.
In terzo luogo, la cavalleria del Fengtian avrebbe dovuto attaccare Rehe da Zhangwu via Jianping e Fuxin, con l'obiettivo iniziale di prendere Chifeng. La cavalleria avrebbe dovuto coprire anche il fianco delle altre forze Fengtian e spazzare via qualsiasi nemico rimasto nelle retrovie. Quando la situazione lo avesse consentito, avrebbe dovuto colpire anche il fianco delle forze di Zhili entrando nella Grande muraglia attraverso i passi di Xifengkou (喜峰口) e/o Gubeikou.
Infine, la riserva generale di Fengtian sarebbe rimasta di stanza tra le contee di Xingcheng e Suizhong, a guardia di Jinzhou. Questo compito venne assegnato alla IV Armata che doveva essere supportata dalla V, destinata ad intervenire in aiuto in caso di necessità. L'aviazione aveva sede a Shenyang, con tre gruppi mobilitati per lo sforzo bellico. Due di questi erano sotto il comando diretto del Corpo combinato del Fengtian, mentre il rimanente era schierato nella contea di Yi, sotto il comando diretto della II Armata di Zhang Xueliang. Erano stati costruiti ulteriori aeroporti con stazioni di deposito per supportare le operazioni dell'aeronautica, che erano principalmente di ricognizione e supporto a terra.
Tutte le task force dovevano garantire una comunicazione ininterrotta in modo da poter essere coordinate per ottenere la vittoria. Sebbene il piano militare fosse rimasto invariato, alcune parti di esso non si materializzarono a causa del rapido ottenimento della vittoria.

## Manovre politiche
Oltre alla pianificazione militare, la cricca del Fengtian usò manovre politiche fondando una triplice alleanza anti Zhili con Sun Yat-sen a Guangdong e con il signore della guerra Lu Yongxiang (卢永 详) di Zhejiang. Riuscirono anche i tentativi di fratturare la cricca di Zhili dall'interno, convincendo Feng Yuxiang. Un tentativo ebbe successo, poiché nella primavera del 1923 Zhang Xueliang scrisse personalmente una lettera a Feng e mandò il suo fidato luogotenente, Fu Xingpei, a Pechino per incontrarlo segretamente. Dopo aver raggiunto Pechino, Fu incontrò per la prima volta il capo di stato maggiore Liu Ji (刘 骥) in un luogo appartato di Dajue (大 觉) Hutong. Il giorno dopo Liu telefonò a Fu per dirgli che Feng non vedeva l'ora di incontrarlo. Fu Xingpei e Feng Yuxiang si incontrarono a Nanyuan, dove Feng informò Fu che non era prudente che egli rimanesse a lungo a Pechino e gli suggerì di andarsene immediatamente.
Anche se il primo incontro fu breve, ebbe successo, aprendo la strada agli incontri successivi tra Feng Yuxiang e i rappresentanti dei Fengtian, Guo Yingzhou (郭 瀛洲) e Ma Bingnan (马炳南). Per evitare sospetti, vennero arruolati politici e signori della guerra della cricca di Anhui, nominalmente neutrali, per fungere da intermediari. Ad esempio, il signore della guerra della cricca Anhui, Wu Guangxin (吴光 新), fu un corriere di fiducia per entrambe le parti e trasmetteva informazioni viaggiando personalmente tra Pechino e Shenyang. Quando i Fengtian diedero a Feng Yuxiang 2 000 000 di yen di tangenti giapponesi per il suo sostegno e la sua defezione, il denaro venne consegnato dal politico Jian Deyao (贾德耀).

## Ordini di battaglia
Circa mezzo milione di uomini vennero mobilitati in totale, con 200 000 della cricca di Zhili e 250 000 di quella del Fengtian.

### Ordine di battaglia della cricca del Fengtian
Comandante in capo: Zhang Zuolin
- Capo di stato maggiore: Yang Yuting
- Vice capo di stato maggiore: Fu Xingpei (傅兴沛)
- Comandante della I Armata Jiang Dengxuan (姜登选), con vice Han Yichun (韩以春), comprendente:
  - X Brigata combinata comandata da Sun Xuchang (孙旭昌).
- II Armata comandata da Zhang Xueliang, con vice Guo Songling
- III Armata comandata da Li Jinglin, con vice Zhang Zongchang
- IV Armata comandata dal viceré di Jilin, Zhang Zuoxiang, designata come riserva
- V Armata comandata dal viceré di Heilongjiang, Wu Junsheng, comprendente:
  - XXIX Divisione
  - Due Brigate combinate

### Ordine di battaglia della cricca di Zhili
Comandante in capo: Wu Peifu
- I Armata comandata da Peng Shouhua (彭寿华), comprendente:
  - XIII Brigata combinata comandata da Feng Yurong (冯玉荣)
- II Armata comandata da Wang Huaiqing (王怀庆), comprendente
  - Armata di Yi (毅) comandata da Mi Zhengbiao (米振标)
  - XIII Divisione
- III Armata comandata da Feng Yuxiang (che non combatté contro la cricca del Fengtian e successivamente disertò a favore degli stessi
- Armata di Henan–Shanxi comandata da Zhang Fulai (张福来)

## Stato iniziale
Il 15 settembre Zhang Zuolin guidò il suo esercito di Fengtian ai confini della Manciuria e ingaggiò l'esercito di Wu Peifu, il più grande stratega della cricca di Zhili. Colpendo Rehe e Shanhaiguan, per poi ricongiungersi a Suizhong, la I e la II Armata d Fengtian si avvicinarono alle posizioni degli Zhili ad est di Yuguan (榆 关). Il 18 settembre gli eserciti avversari si scontrarono in una battaglia che si intensificò drasticamente dopo il 28 settembre. Gli attacchi dei Fengtian su Shanhaiguan furono respinti mentre le forze Zhili assumevano posizioni difensive e godevano di vantaggi geografici. Nel frattempo, come concordato in precedenza, Sun Yat-sen guidò personalmente il suo esercito a nord per impedire che Sun Chuanfang potesse rafforzare i suoi compagni Zhili nel nord, ma scoppiò una ribellione, a Guangzhou, da parte del Corpo dei mercanti e dei lealisti di Chen Jiongming. Sun Yat-sen fu costretto a tornare indietro per reprimere questa ribellione nel suo territorio. Mentre piccole scaramucce continuavano nella battaglia nel nord, la campagna meridionale si rivelò il primo conflitto maggiore combattuto da cadetti e ufficiali addestrati all'Accademia militare di Whampoa. Da quando Sun Yat-sen dovette ritirarsi, gli eserciti di Sun Chuanfang ebbero campo libero per prendere sia Zhejiang che Shanghai.
In contrasto con l'assedio nel pantano di Shanhaiguan, l'esercito Fengtian fece rapidi progressi sul fronte di Rehe. L'armata Yag (毅) degli Zhili, guidata da Mi Zhengbiao (米 振 标), non riuscì a fermare la II Armata di Zhang Zongchang, nonostante fosse stata rinforzata dalla XIII Divisione di Wang Huaiqing (王怀庆). Tra il 15 e il 22 settembre le avanguardie della II Armata Fengtian, guidate da Zhang Zongchang si avventurarono fino a Chaoyang e attaccarono Lingyuan. La cavalleria di Fengtian prese i distretti di Fuxing e Jianping dopo essersi avventurata fuori dalla contea di Zhangwu il 15 settembre, e il 7 ottobre prese Chifeng. Entro il 9 ottobre le regioni adiacenti a Chifeng erano saldamente al sicuro. La Riserva Generale dei Fengtian non si era ancora unita alla lotta, e la situazione per le forze Zhili era abbastanza compromessa per la mossa di Wu Peifu di recarsi personalmente a Shanhaiguan. All'insaputa delle forze Zhili, la manovra prebellica della fazione Fengtian aveva dato i suoi frutti: Feng Yuxiang, comandante della III Armata Zhili, aveva già firmato un trattato segreto con Duan Qirui e Zhang Zuolin, e stava segretamente pianificando un colpo di stato. Quando la II Armata Zhili, sotto Wang Huaiqing, subì la sconfitta iniziale e chiese assistenza, Feng rifiutò di aiutarla. Ordinò, invece, alla sua Armata di rimanere al passo di Gubeikou.

## Fronte di Shanhaiguan
Il fronte di Shanhaiguan comprendeva due settori principali: il settore di Shanhaiguan e quello di Jiumenkou (九 门口). La I e la III Armata Fengtian, schierate nel settore Shanhaiguan, non fecero alcun progresso perché affrontarono truppe che godevano del vantaggio del terreno. Lo stallo non fu interrotto fino al 7 ottobre, quando l'esercito Fengtian fece progressi nel settore di Jiumenkou. Qui Sun Xuchang (孙旭昌), un comandante di Fengtian, guidò alla vittoria la sua X Brigata combinata. Feng Yurong (冯玉荣), comandante della XIII Brigata combinata Zhili, che la fronteggiava, si suicidò. L'esercito vittorioso del Fengtian continuò a premere all'attacco, prendendo le alture vicino alla regione di Shimenzhai (石门 寨) e minacciando la retroguardia dell'esercito Zhili dal suo fianco sinistro. Avendo compreso il pericolo, le truppe Zhili contrattaccarono, guidate dalla XIV Divisione di Jin Yunpeng. Dopo il 12 ottobre Wu Peifu andò personalmente a Yuguan per prendere il comando, ridistribuendo rinforzi mentre era in marcia.
I rinforzi delle Armate Zhili, Henan-Shanxi guidate da Zhang Fulai (张福 来), arrivarono presto e dal 13 ottobre al 24 novembre attaccarono le posizioni Fengtian lungo lo Shimenzhai nel settore Jiumenkou. Le truppe Fengtian, a loro volta, rinforzarono la loro linea con tre brigate combinate. Jiang Dengxuan e Han Yichun (韩 以 春), rispettivamente comandante e vicecomandante della I Armata Fengtian, andarono in prima linea per assumere personalmente il comando. Nonostante rinforzi aggiuntivi e il vantaggio del terreno, la difesa Fentian si stava sgretolando e molti comandanti di compagnia e battaglione erano morti o feriti, soprattutto vicino a Heichuyao (黑 出 窑) dove morì il comandante del reggimento An Lun (安伦), il più alto ufficiale Fengtian ucciso in guerra. Allo stesso tempo, la principale forza Fengtian a Shanhaiguan non riuscì a fare progressi dopo due giorni di continui attacchi contro i difensori Zhili.
Nel frattempo l'esercito Fengtian ricevette informazioni non confermate - fornite dai giapponesi - che la cricca Zhili aveva ricevuto l'aiuto di 13 navi della compagnia navale Zhengji (政 记) per trasportare da tre a quattro divisioni direttamente sulla retroguardia delle forze Fengtian. Tuttavia, non fu possibile ottenere informazioni sull'esatto punto di attracco scelto, sebbene i possibili siti includessero Yingkou e Huludao. La maggior parte degli ufficiali di Fengtian voleva schierare la Riserva Generale come retroguardia, ma Fu Xingpei, il vice capo di stato maggiore, si oppose all'idea, sostenendo che l'urgente situazione sul campo di battaglia non avrebbe permesso una divisione delle forze e la Riserva Generale doveva essere inviata al settore Jiumenkou, ma Yang Yuting, capo di stato maggiore generale di Fengtian, temeva che l'area geografica di Jiumenkou fosse troppo limitata per schierare un gran numero di uomini. Zhang Zuolin mise fine al dibattito ordinando alla Riserva Generale, sotto il comando di Zhang Zuoxiang, di correre a Jiumenkou e unirsi alla battaglia.

## Momento critico
Nonostante avesse immesso la Riserva Generale, l'esercito Fengtian non fu in grado di sconfiggere il nemico. Zhang Xueliang e Guo Songling decisero di ricollocare segretamente otto reggimenti di fanteria e due brigate di artiglieria dal settore Shanhaiguan a Jiumenkou. Queste truppe segretamente ridistribuite erano guidate da Guo Songling, ma un conflitto personale all'interno del corpo degli ufficiali costò quasi la possibilità di una vittoria Fengtian. L'incidente ebbe inizio quando il comandante di battaglione di artiglieria Yan Zongzhou (阎 宗周), un compagno di classe di Guo Songling, venne rimosso dal comando. Guo Songling aveva in origine il comando della brigata di artiglieria di Yan Zongzhou, e solo quando la guerra era iniziata la brigata fu temporaneamente riassegnata alla I Armata. Il comandante di artiglieria Chen Chen (陈 琛) successivamente sollevò Yan Zongzhou dal suo comando, con l'approvazione di Jiang Dengxuan e Han Yichun, comandante e vice comandante della I Armata.
Dopo aver ascoltato la lamentela del compagno di classe Yan Zongzhou, l'infuriato Guo Songling sollevò personalmente Chen Chen dal comando e lo restituì a Yan. Jiang Dengxuan e Han Yichun erano profondamente imbarazzati da questo nepotismo, e Han Yichun si lamentò personalmente con Zhang Zuolin delle azioni di Guo. Zhang ordinò, sia a Yan Zongzhou che a Chen Chen, di tornare ai loro comandi originari, ma questo infuriò ulteriormente Guo Songling. Spostò il suo VIII reggimento di fanteria lontano dal campo di battaglia e si ritirò nelle retrovie. Zhang Xueliang andò immediatamente a cercare Guo e le sue truppe quando seppe cosa era successo: fortunatamente per lui, riuscì a trovare l'ufficiale ribelle e a convincerlo a portare a termine il piano originale. Fu fortuito per l'esercito Fengtian che l'incidente avvenisse di notte e non fosse notato dall'esercito Zhili, poiché il buco lasciato da Guo avrebbe potuto essere facilmente sfruttato. La X brigata Fengtian di Sun Xuchang, con il supporto dell'unità di artiglieria, fu in grado di conquistare Nove porte e sconfiggere i difensori Zhili.

## Fronte Rehe
A Rehe la II Armata Fengtian iniziò la sua offensiva il 22 settembre e riuscì a prendere Lingyuan e Pingquan. Dopo un breve rifornimento Zhang Zongchang rinnovò la sua offensiva contro le forze Zhili attaccando il Passo Lengkou. Le truppe Zhili erano schierate in quattro divisioni: la XX comandata da Yan Zhitang (阎治堂), la IX comandata da Dong Zhengguo (董 政 国), la I Shaanxi comandata da Hu Jingyi (胡景 翼) e la XXIII comandata da Wang Chengbin (王承斌). Tuttavia, questi ultimi due avevano già stretto un patto con Feng Yuxiang e non fecero nulla per fermare l'attacco di Zhang Zongchang. Allo stesso tempo, le prime due unità erano guidate da ufficiali rivali che si rifiutavano di combattere per preservare le proprie forze. Quando le forze Fengtian attaccarono, tutte e quattro le divisioni si ritirarono abbandonando Lengkou. Cogliendo l'occasione, Zhang Zongchang si spinse in profondità nel territorio nemico, con Li Jinglin che lo seguiva da vicino. Quando la notizia della vittoria di Zhili nella Prima guerra Jiangsu-Zhejiang raggiunse il campo di battaglia, la probabilità di uno stallo apparve sempre più plausibile.

## Fine inattesa
Il 22 ottobre Feng Yuxiang, comandante della III Armata Zhili, tradì i suoi superiori organizzando il colpo di Pechino contro il presidente Cao Kun. Cao fu deposto e messo agli arresti domiciliari per i successivi due anni. Wu Peifu, ancora al fronte Shanhaiguan, andò su tutte le furie e portò via il suo esercito per salvare Pechino. Di conseguenza, il 26 ottobre vennero ritirati fino a 8 000 uomini della III e XXVI divisione di Wu, lasciandone solo 4 000 Vedendo una breccia, Zhang ordinò al suo esercito di inseguire Wu. Zhang Zongchang e Li Jinglin guidarono le loro truppe verso sud lungo il corso del fiume Luan verso Luanzhou, dove si spinsero a Tianjin. Il 18 ottobre le truppe di Zhang Zongchang presero la stazione ferroviaria di Luanzhou. Insieme alla riuscita cattura di Jiumenkou da parte della X brigata di Sun Xuchang, il successo di Zhang Zongchang a Luanzhou aveva contribuito a garantire la vittoria finale della cricca del Fengtian.
Con il supporto della fanteria, la cavalleria di Fengtian prese il Passo Xifengkou e proseguì. Il morale delle truppe Zhili venne scosso dalle notizie del tradimento di Feng Yuxiang. Guo Songling, che aveva causato così tanti problemi con il suo nepotismo, colse l'occasione per una carica a tutto campo sulle truppe Zhili e riuscì ad ottenere il controllo di vaste regioni ad est. Successivamente, circondò Qinhuangdao e Shanhaiguan, entro il 31 ottobre, ad eccezione di alcuni ufficiali Zhili di alto rango che riuscirono a fuggire con le navi che lasciavano Qinhuangdao. A quel punto le forze Zhili erano circondate. Più di 40 000 di loro si arresero all'esercito Fengtian.
Mentre Wu Peifu si ritirava a Tianjin, concentrò le sue truppe a Yangcun (杨村) e telegrafò alle forze Zhili a Jiangsu, Hubei, Henan e Zhejiang per chiedere rinforzi. Tuttavia, il signore della guerra Zheng Shiqi, della cricca di Anhui di Shandong, improvvisamente dichiarò neutralità e prese Cangzhou e Machang. Inoltre, le forze di Zheng Shishang distrussero completamente diverse tratte dell ferrovia Jinpu ad Hanzhuang.
Yan Xishan ordinò alla sua forza di prendere Shijiazhuang nello stesso giorno, tagliando la linea della ferrovia Jinghan. Di conseguenza, nessuno dei rinforzi di Wu Peifu poté raggiungerlo. Il 2 novembre le forze di Feng Yuxiang presero Yangcun e Beicang (北 仓), costringendo Wu Peifu a trasferire il suo quartier generale a Junliangcheng. Nel frattempo, l'esercito Fengtian prese Tangshan e Lutai. Duan Qirui scrisse a Wu Peifu, dicendogli di partire via mare. Affrontando un attacco da tutte le direzioni, Wu non ebbe altra scelta che fuggire. Con i suoi restanti 2000 uomini salì sul trasporto militare Huajia (华 甲) alle 11:00 del 3 novembre e salpò da Tanggu verso la Cina centrale, dove Sun Chuanfang lo protesse da ulteriori incursioni Fengtian.

## Conseguenze
Dopo il 3 novembre la guerra era effettivamente superata, con una perdita, da parte di Zhili, di tutte le sue province settentrionali da Zhang Zuolin a Feng Yuxiang (Guominjun). I combattimenti continuarono anche nel 1925 come parte della prima guerra Jiangsu-Zhejiang, quando una spedizione congiunta Anhui-Fengtian riprese brevemente Jiangsu e Shanghai a gennaio. Qui, intrappolato senza rinforzi, il signore della guerra Zhili, Qi Xieyuan, si dimise e fuggì in Giappone, ma non prima di trasferire i suoi eserciti a Sun Chuanfang. Quindi Sun lanciò un contrattacco e guidò Zhang Zongchang fuori dal Zhejiang. Duan diede a Zhang, Shandong, l'ultima provincia detenuta dall'Anhui, come segno della loro alleanza. Il mito dell'invincibilità di Zhili era stato completamente distrutto.
Venne creato un nuovo governo provvisorio con la cricca di Anhui, con Duan Qirui come prestanome, per bilanciare gli interessi di Feng e Zhang. Sun Yat-sen fu invitato a nord per discutere della riunificazione, ma i colloqui vennero interrotti a causa della sua morte. Entro un anno le forti differenze tra il cristiano Feng e Zhang, sostenuto dai giapponesi, avrebbero indotto entrambi a sollecitare i loro recenti nemici Zhili come alleati, e nel novembre del 1925 la cricca di Zhili diede il proprio sostegno a Zhang. Feng gestì la defezione di Guo Songling dalla cricca del Fengtian, scatenando la Guerra anti-Fengtian che durò fino all'aprile 1926 e portò al crollo del governo provvisorio.
La guerra del 1924 fu più distruttiva delle precedenti turbolenze dei signori della guerra e mandò in rovina il governo di Pechino. Man mano che i cinesi guardavano al Kuomintang e al partito comunista per la leadership, cominciarono a denigrare e delegittimare i leader del nord chiamandoli junfa (signori della guerra). A quel tempo il Kuomintang e i comunisti erano alleati nel Primo Fronte Unito, che controllava la provincia del Guangdong, ed erano sostenuti dai sovietici. La debolezza dell'amministrazione dei signori della guerra e la vittoria del filo-giapponese Zhang Zuolin furono tra i molti motivi che portarono a una reazione nazionalista chiamata Movimento del 30 maggio.